# Bockenheimer Warte (Platz)
Bockenheimer Warte ist der Name eines Stadtplatzes in Frankfurt am Main. Er liegt im nordwestlichen Innenstadtbereich an der Grenze der Stadtteile Westend und Bockenheim. Er ist vor allem als ehemaliger Hauptstandort der Goethe-Universität (Campus Bockenheim) bekannt. Mit Beschluss vom 10. Oktober 2022 wird der Platz in Erinnerung an die Schauspielerin Hannelore Elsner in „Hannelore-Elsner-Platz“ umbenannt.

## Geschichte

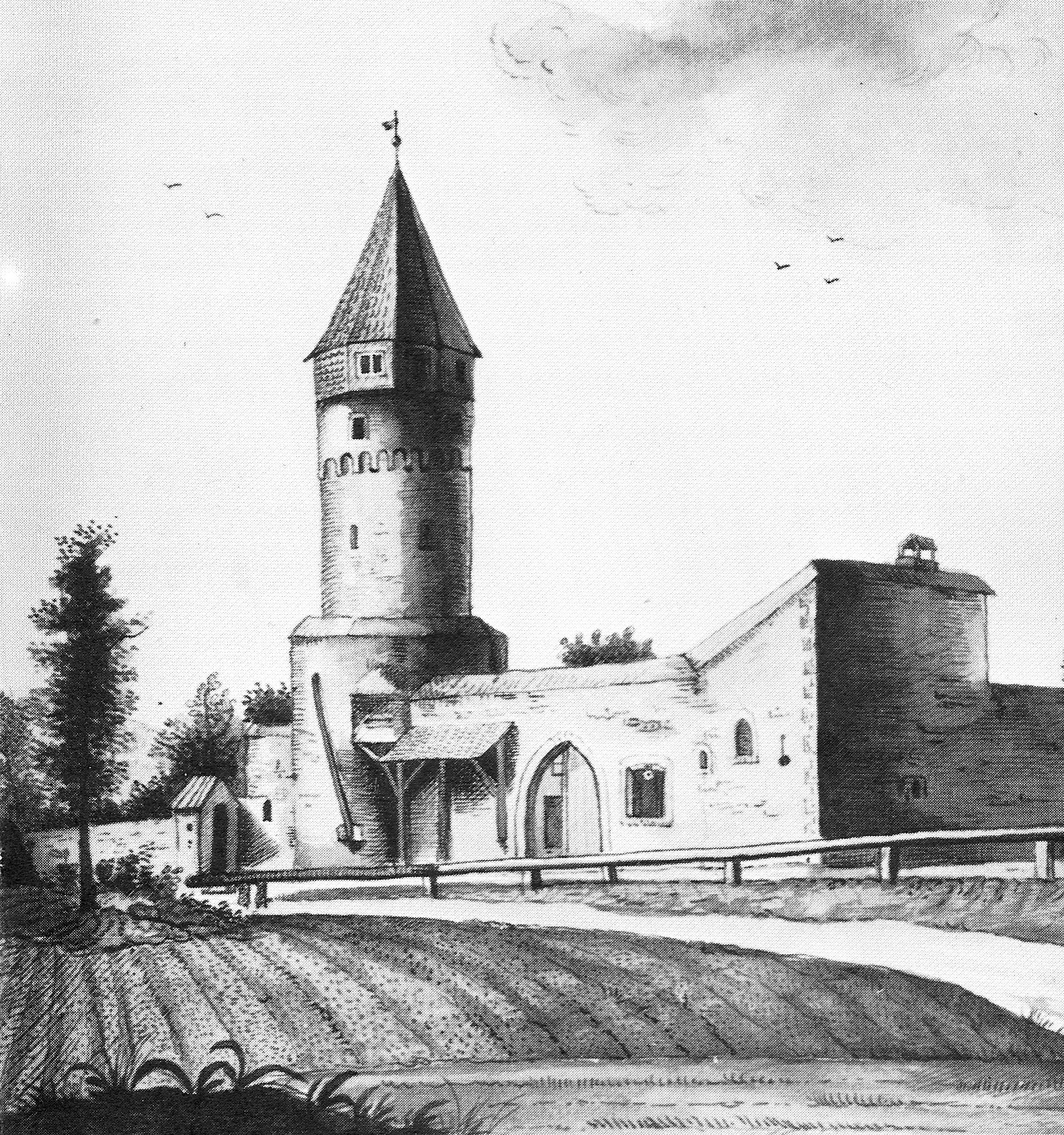
Die Bockenheimer Warte, Zeichnung von Johann Peter Neef aus dem Jahr 1700. Ansicht von Osten

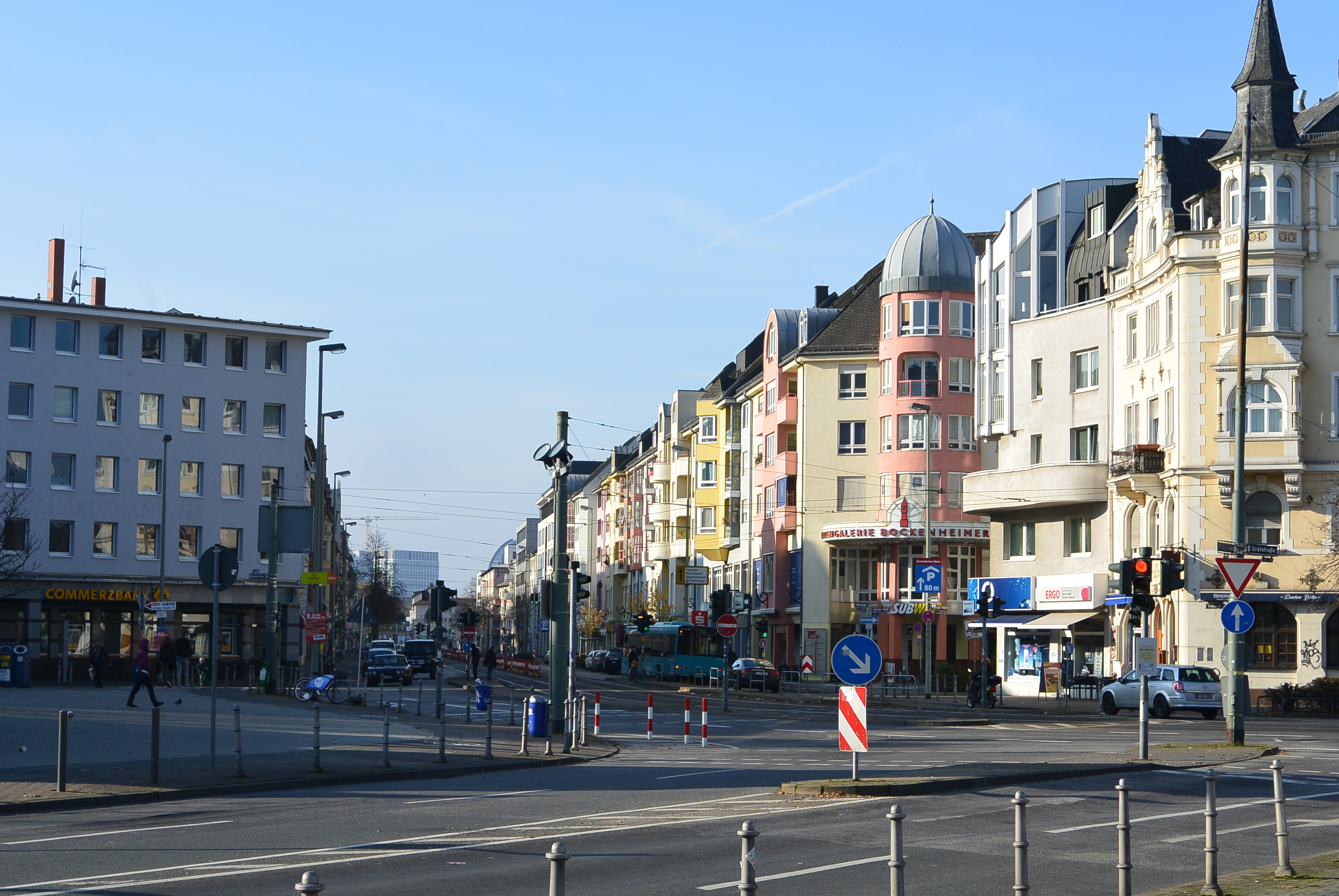
Die Bockenheimer Warte, Blick nach Westen, 2014

Namensgeberin des Platzes ist die 1434–35 erbaute Bockenheimer Warte, einer der vier erhaltenen Warttürme der Frankfurter Landwehr, die hier auf Frankfurter Seite den Grenzübergang der alten Handelsstraße Richtung Köln bewachte. Der Wartturm steht mitten auf dem Platz.
Unmittelbar westlich des Turms, auf der Bockenheimer Seite des Platzes, verlief bis 1866 die Staatsgrenze zwischen der Freien Reichsstadt bzw. Freien Stadt Frankfurt einerseits und Bockenheim andererseits, das bis 1736 zur Grafschaft Hanau, anschließend zur Landgrafschaft Hessen-Kassel, dem späteren Kurfürstentum Hessen, gehörte. Der ehemals reichsstädtische Abschnitt dieser Straße heißt heute Bockenheimer Landstraße, der früher kurhessische ist heute unter dem Namen Leipziger Straße (bis zur Eingemeindung: Frankfurter Straße) die Haupteinkaufsstraße Bockenheims.
Über das östliche Ende des Platzes verläuft der Frankfurter Alleenring, der nach Süden den Namen Senckenberganlage, nach Norden die Bezeichnung Zeppelinallee trägt. Auf Bockenheimer Seite quert der verkehrsreiche Straßenzug Adalbertstraße–Gräfstraße den Platz. Hier verkehrt die Linie 16 der Frankfurter Straßenbahn.
Auf der südlichen Seite befindet sich der ehemalige Hauptcampus der Universität mit Hauptgebäude, Mensa, einem Studentenwohnhaus und dem ehemaligen Juridicum, dem Sitz der Universitätsverwaltung. Zwischen dem Eingang zum Campus und dem Wartturm fand ein täglicher großer Büchermarkt statt. Auf der nördlichen Platzseite befindet sich die Universitätsbibliothek, von 1959 bis 1964 nach einem Entwurf des Architekten Ferdinand Kramer erbaut. Außerdem steht dort das Bockenheimer Depot, ein ehemaliger Betriebshof und Hauptwerkstatt der Frankfurter Straßenbahn, das seit der Stilllegung im Jahr 1978 kulturellen Zwecken dient, heute als Theaterstätte der Städtischen Bühnen Frankfurt.
Bis in die 1960er-Jahre führte die Bockenheimer Landstraße südlich am Wartturm vorbei. Aufgrund der baulichen Veränderungen in dessen Umfeld und wegen der Stilllegung des Straßenbahndepots wurde die Straße in den 1970er-Jahren auf die Nordseite der Warte verlegt. Auf dem heutigen Platz zwischen Universitätsgebäuden und Wartturm findet jeweils donnerstags der Wochenmarkt der Stadtteile Westend und Bockenheim statt.

## Verkehr
Unter dem Platz liegt der U-Bahnhof Bockenheimer Warte, der aus einer großen Fußgängerebene und zwei darunterliegenden Stationen besteht. In einem Turmbahnhof kreuzen hier die U-Bahn-Strecken C (unter der Bockenheimer Landstraße und Leipziger Straße, Linien U6 und U7) und D (unter der Senckenberganlage, Linie U4).